# Olena Iurkovska
Olena Yurivna Iurkovska –en ucraniano, Юрковська Олена Юріївна– (27 de septiembre de 1983) es una deportista ucraniana que compitió en biatlón adaptado y esquí de fondo adaptado. Ganó 18  medallas en los Juegos Paralímpicos de Invierno entre los años 2002 y 2014.

## Palmarés internacional
| Juegos Paralímpicos | Juegos Paralímpicos      | Juegos Paralímpicos | Juegos Paralímpicos        |
| Año                 | Lugar                    | Medalla             | Prueba                     |
| ------------------- | ------------------------ | ------------------- | -------------------------- |
| 2002                | Salt Lake City (EE. UU.) | Medalla de plata    | 7,5 km silla de esquí      |
| 2006                | Turín (Italia)           | Medalla de oro      | 7,5 km silla de esquí      |
| 2006                | Turín (Italia)           | Medalla de oro      | 10 km silla de esquí       |
| 2010                | Vancouver (Canadá)       | Medalla de oro      | 2,4 km persecución sentado |
| 2010                | Vancouver (Canadá)       | Medalla de plata    | 10 km sentado              |
| 2014                | Sochi (Rusia)            | Medalla de bronce   | 6 km sentado               |
| 2014                | Sochi (Rusia)            | Medalla de bronce   | 12,5 km sentado            |

| Juegos Paralímpicos | Juegos Paralímpicos      | Juegos Paralímpicos | Juegos Paralímpicos      |
| Año                 | Lugar                    | Medalla             | Prueba                   |
| ------------------- | ------------------------ | ------------------- | ------------------------ |
| 2002                | Salt Lake City (EE. UU.) | Medalla de bronce   | 2,5 km silla de esquí    |
| 2002                | Salt Lake City (EE. UU.) | Medalla de bronce   | 5 km silla de esquí      |
| 2002                | Salt Lake City (EE. UU.) | Medalla de bronce   | 10 km silla de esquí     |
| 2006                | Turín (Italia)           | Medalla de oro      | 2,5 km silla de esquí    |
| 2006                | Turín (Italia)           | Medalla de oro      | 5 km silla de esquí      |
| 2006                | Turín (Italia)           | Medalla de plata    | 10 km silla de esquí     |
| 2006                | Turín (Italia)           | Medalla de bronce   | 3 × 2,5 km clase abierta |
| 2010                | Vancouver (Canadá)       | Medalla de plata    | 1 km velocidad sentado   |
| 2010                | Vancouver (Canadá)       | Medalla de plata    | 3 × 2,5 km clase abierta |
| 2010                | Vancouver (Canadá)       | Medalla de bronce   | 10 km sentado            |
| 2014                | Sochi (Rusia)            | Medalla de plata    | 4 × 2,5 km clase abierta |